# Sige brunnea
Sige brunnea är en ringmaskart som först beskrevs av Fauchald 1972.  Sige brunnea ingår i släktet Sige och familjen Phyllodocidae. Inga underarter finns listade i Catalogue of Life.